# Allium kharputense
Allium kharputense — вид трав'янистих рослин родини амарилісові (Amaryllidaceae), поширений у західній Азії.

## Опис
Цибулина яйцеподібна або майже куляста, діаметром 1.5–2.5 см. Стебло 30–50 см, іноді червонувате. Листків 2–3, широко ланцетні, 20–40 мм завширшки, хвилясті. Зонтик півсферичний, 3.5–8.5 см діаметром, багатоквітковий, щільний. Листочки оцвітини білі або кремові, лінійні, 5–6 мм. Пиляки кремові. Зав'язь зелена, чорнувато-зелена, чорнувато-бордова або чорнувата. Коробочка майже куляста, ≈ 5 мм.

## Поширення
Поширений у сх. і пд. Туреччині, пн. Ірані, Лівані.
Населяє поля під паром, трав'янисті схили, оброблювані поля та виноградники, базальтові та важкі червоно-глинисті ґрунти та вапнякові скелі, 900–2000 м.